# Alexa Knierim
Alexa Paige Scimeca Knierim (nacida Alexa Paige Scimeca, Addison, 10 de junio de 1991) es una deportista estadounidense que compite en patinaje artístico, en la modalidad de parejas.
Participó en dos Juegos Olímpicos de Invierno, obteniendo dos medallas, bronce en Pyeongchang 2018 y oro en Pekín 2022, ambas en la prueba de equipo.
Ganó dos medallas en el Campeonato Mundial de Patinaje Artístico sobre Hielo, en los años 2022 y 2023.

## Palmarés internacional
| Juegos Olímpicos   | Juegos Olímpicos            | Juegos Olímpicos  | Juegos Olímpicos |
| Año                | Lugar                       | Medalla           | Prueba           |
| ------------------ | --------------------------- | ----------------- | ---------------- |
| 2018               | Pyeongchang (Corea del Sur) | Medalla de bronce | Equipo           |
| 2022               | Pekín (China)               | Medalla de oro    | Equipo           |
| Campeonato Mundial |                             |                   |                  |
| Año                | Lugar                       | Medalla           | Categoría        |
| 2022               | Montpellier (Francia)       | Medalla de oro    | Parejas          |
| 2023               | Saitama (Japón)             | Medalla de plata  | Parejas          |